# Paul Lindenberg

Paul Lindenberg

Paul Lindenberg (* 11. November 1859 in Berlin; † 31. Dezember 1943 ebenda) war ein deutscher Journalist und Schriftsteller.
Lindenberg besuchte in Berlin das Luisenstädtische Gymnasium, seit 1873 das Gymnasium in Görlitz, wo sich sein Vater nach seiner Pensionierung niedergelassen hatte. In Görlitz begann er seine journalistische Laufbahn am 1. Januar 1879 als Redakteur des Neuen Görlitzer Anzeigers. 1882 wechselte er nach Berlin, wurde Mitarbeiter Julius Rodenbergs und war vom 1. Oktober 1882 bis zum Herbst 1894 Redakteur der Deutschen Rundschau. Nachdem er seine Stellung an der Deutschen Rundschau aufgegeben hatte, lebte Lindenberg als freier Schriftsteller und Korrespondent und schrieb für die Feuilletons zahlreicher deutscher Tageszeitungen. Paul Lindenberg lebte einige Zeit in Paris und war sehr viel auf Reisen. Um 1900 unternahm er eine Weltreise, die ihn durch Afrika, Amerika und Asien führte. Seinen Hauptwohnsitz behielt er in Berlin. Über die Reichshauptstadt verfasste er zahlreiche Bücher, Aufsätze und Feuilletons. Lindenberg veröffentlichte auch Novellen, biographische und historische Arbeiten. Später wurde er vor allem mit Reise- und Kriegserzählungen bekannt.
Lindenberg war seit 1886 Mitglied des Vereins Berliner Presse.

## Werke (Auswahl)
- Berlin. Bändchen 1–6. Reclam, Leipzig [1883 ff.]
  - 1. Bändchen. Bilder und Skizzen. [1883]
  - 2. Bändchen. Die National-Galerie. [1884]
  - 3. Bändchen. Die Umgebung Berlin’s. 4. verm. Aufl. [1893]
  - 4. Bändchen. Stimmungsbilder. [1885]
  - 5. Bändchen. Neu-Berlin. Skizzen und Schilderungen. [1886]
  - 6. Bändchen. Die weitere Umgebung Berlins: Potsdam und der Spreewald. [1889]
- Aus dem Berlin Kaiser Wilhelm's I. Bilder und Skizzen. Reclam, Leipzig [1891]
- Berliner Polizei und Verbrechertum. Reclam, Leipzig [1892]
- Am Kaiserhofe zu Berlin. Siegismund, Berlin 1894. Digitalisierung: Zentral- und Landesbibliothek Berlin, 2021. URN urn:nbn:de:kobv:109-1-15438090
- Pracht-Album photographischer Aufnahmen der Berliner Gewerbe-Ausstellung 1896 und der Sehenswürdigkeiten Berlins und des Treptower Parks, Alt-Berlin, Kolonial-Ausstellung, Kairo etc. Berlin 1896 (Digitalisat).
- Aus dem dunklen Paris. Skizzen aus dem Pariser Polizei- und Verbrechertum. Universal-Bibliothek 3604,3605. Reclam, Lpz., ca. 1900
- Unter Hindenburgs siegreichen Fahnen. Erzählung aus dem Weltkrieg 1914-15. Schreitersche Verlagsbuchhandlung, Berlin, um 1915
- Das Denkmal der Deutschen Frauen. Mit 36 Abbildungen auf Tafeln. Hauptvertrieb: Ernst Schumann, Verlagsbuchhandlung Essen (Ruhr), 1927
- Kaiserin Auguste Viktoria – Ein deutsches Volksbuch. E. C. Etthofen Verlag, Berlin, 1933
- Wir denken seiner. Zum 75. Geburtstage des Kaisers. Mit einem Beitrag der Kaiserin Hermine und 17 Abbildungen aus neuster Zeit. Berlin, Siwinna 1934
- Es lohnte sich, gelebt zu haben. Berlin 1941